# Курово (Луховицкий район)
Курово — село (ранее деревня) в Луховицком районе Московской области, принадлежит к Газопроводскому сельскому поселению. До 2005 года относилась и к более мелкому образованию внутри Луховицкого района — Алпатьевскому сельскому округу. Ранее до 1920 г. село относилось к Долгомостьевской волости, Зарайского уезда, Рязанской губернии. С 1920 г. по 1929 г. к Алпатьевской волости, Зарайского уезда.
Деревня расположена на обоих берегах реки Меча, рядом с деревней Орешково. Ранее Курово имело статус села, поскольку там была церковь. По данным 2006 года в деревне проживает 122 человека.
По данным 1859 г. число дворов в селе 56, число жителей мужчин 296 человек, женщин 301 человек.
В 1868 году — 89 дворов, 463 жителя.
По данным 1906 г. число дворов в селе 128, число жителей 847 человек. Имеется церковно-приходская школа. «Населённые места Рязанской губернии» Изд. Рязанского губернского статистического комитета 1906 г. В этом же источнике неверно указано о существовании каменной церкви в селе.
Большой проблемой села является отсутствие газификации. Жители деревни в 2006 г. установили в домах паровое отопление, в 2010 г. установлена газораспределительная подстанция, по селу проведён газопровод, в 2012 произведён запуск газа в дома.
В восточной части села 1988 г. была асфальтирована проезжая часть по деревне. Чуть позже 1991—1992 г. г. была асфальтирована западная часть. В конце 1990-х годах по селу обустроено уличное освещение.

## История
Курово впервые упоминается в 1565 г. в «Правой гр. суда царя Ивана Васильевича Прокофию Васильеву сыну Мельгунова с сыном Тимофеем по тяжбе между ним и Андреем Матвеевым сыном и Василием Артемьевым сыном — Куровыми о земле сельца Аистово Курово на рч. Мече в Перевицком ст. Рязанского уезда». В то же время, 1565/66 гг., были оформлены «Купчая боярина Ивана Васильевича Меньшова Шереметева с Прокофием Васильевичем сыном и Сидором Волковым сыном — Мелгуновых на сельцо Аистово Курово на речке Мече в Перевицком ст. Рязанского уезда», а также «„Мировая запись“ Ивана и Сидора Волковых детей, Климентия Петрова сына и Будая Булгакова сына — Мельгуновых боярину Ивану Васильевичу Меньшому Шереметеву с обязательством не вступаться в проданное ему сц. Аистово Курово на рч. Мече в Перевицком ст. Рязанского уезда». Изд. Акты светских землевладельцев Рязанского края XIV—XVII вв.
Во времена смуты, в 1600 году, Борис Годунов, во время опалы на Романовых, возможно, отписывает Курово (на то время уже вотчину сына Меньшого — Фёдора Ивановича Шереметева) вместе с родовым селом Шереметьевых Песочня в дворцовые сёла. В 1613 году, по случаю торжества венчания на царство Михаила Феодоровича Романова, Федор Иванович Шереметев в виде награды за «Московское осадное сиденье», вновь получил Курово в вотчину.
В качестве сельца, Аистово Курово упоминается в приправочных книгах 1616 года, где значится вотчина за боярином Феодором Ивановичем Шереметевым. Шереметьевы владели Куровым, вероятно, до середины XVII века. По крайней мере, после 1640 года среди их владений Курово не упоминается.
В XVII—XVIII веках Курово упоминается в качестве вотчинного владения княжеского рода Волконских. В XVIII веке Курово показано среди землевладений дворянского рода Повалишиных. В XIX веке, до отмены крепостного права, среди помещиков села, помимо вышеуказанных представителей родов Малышевых, Коноплиных, Гаузенбергов, упоминаются майорша Наталья Александровна Крыжановская (1808 год), князья Ухтомские (1815).
В 1885 году местным священником Серебровым была основана одноклассная трёхгодичная школа. Школа располагалась в одноэтажном деревянном доме, крытым железом с двумя печками (голландская и русская). При селе была усадьба дворянки Лужковой. Деревянная церковь Успения Божией Матери в селе Курово была построена в 1712 году. В 1761 году на её месте была построена новая деревянная церковь на средства М. М. Шереметева. По рассказам местных жителей, церковь была построена без единого гвоздя.
В 1841 году и эта была разобрана по причине ветхости и на её месте выстроена на каменном фундаменте, иждивением крестьянина Дмитрия Григорьева. Храм был поднят на кирпичный, облицованный белым камнем цоколь. «Обновление» придало его фасадам и объёмно-пространственной композиции классицистический облик, и только прируб гранёной алтарной апсиды «выдавал» более почтенный возраст здания. К церковному срубу примыкала значительно превосходившая его по ширине трапезная.
В 1873 году село было приписано к Алпатьевскому приходу, но в 1879 году самостоятельность прихода была восстановлена. После пожара 1882 года погоревшие части церкви были возобновлены стараниями прихожан.
Церковь была одноэтажной с одной главой на верху, с пятигранным алтарём и с присоединённой к ней (в 1847 году) колокольней. Наружные стены церкви и колокольни были обиты тёсом и окрашены, внутри стены храма обтянуты парусиной и расписаны живописными изображениями. Внутри церковь имела притвор, соединённый с ней аркой.
Колокольня XIX века постройки была утрачена в советское время. Церковь была закрыта в 1930-х годах, венчания сломаны.
В 80-е годы XX века ещё оставался полуразрушенный сруб церкви. Сейчас около этого места установлен стенд, на котором, среди прочего, содержится информация о планируемом восстановлении церкви.

## Расположение
- Расстояние от административного центра поселения — посёлка Газопроводск
  - 3,5 км на северо-восток от центра посёлка
  - 6,5 км по дороге от границы посёлка
- Расстояние от административного центра района — города Луховицы
  - 20 км на юго-восток от центра города
  - 22 км по дороге от границы города (по Новорязанскому шоссе и далее поворот налево)

## Известные уроженцы
- Потапов, Павел Андреевич (1892—1944) — советский военачальник, генерал-майор.